# Passage de la Petite-Boucherie
Le passage de la Petite-Boucherie est une voie du 6e arrondissement de Paris, en France.

## Situation et accès
Le passage de la Petite-Boucherie est situé dans le 6e arrondissement de Paris. Il débute au 1, rue de l'Abbaye et se termine au 166, boulevard Saint-Germain.

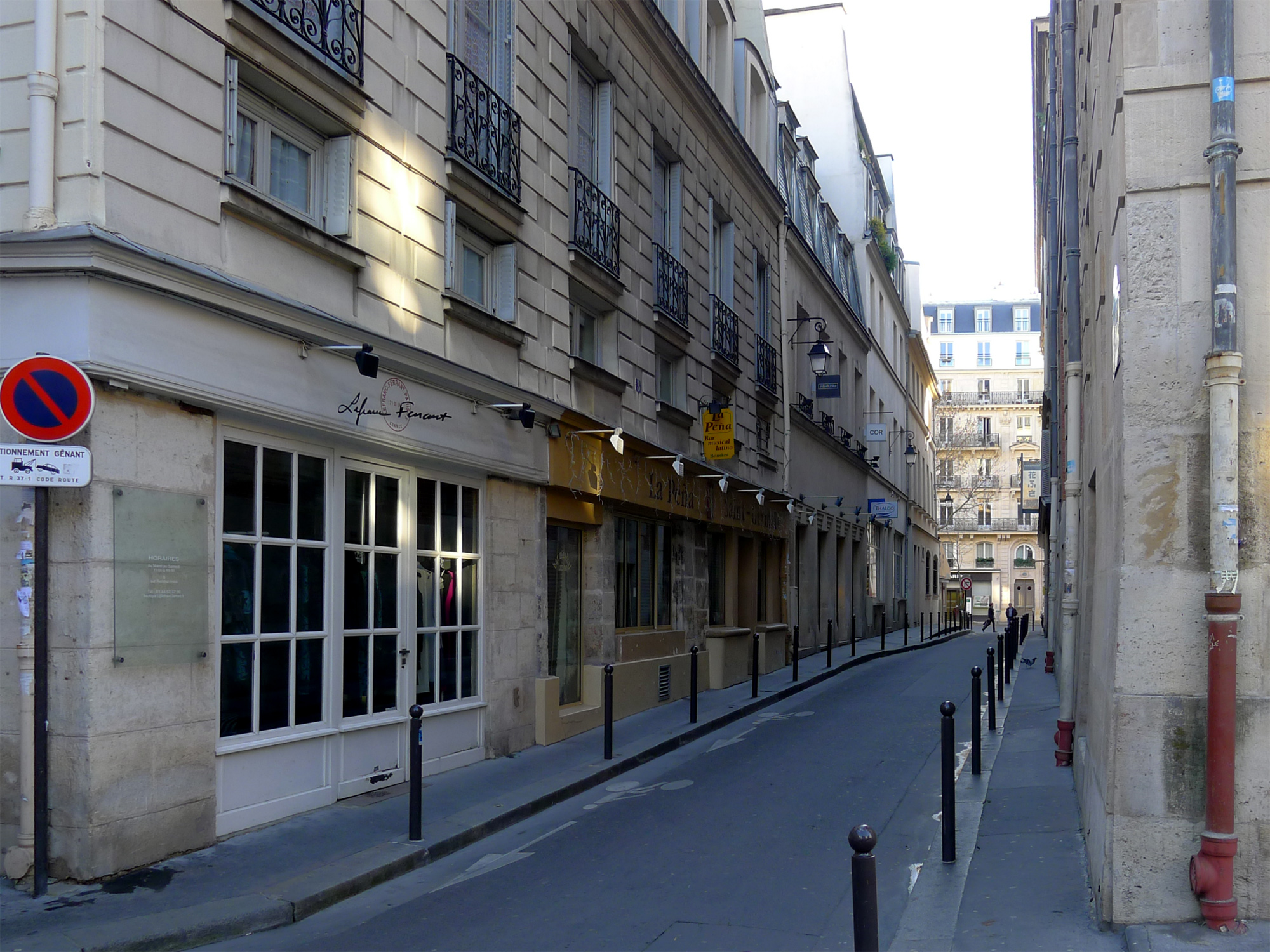
Passage vu de la rue de l'Abbaye.
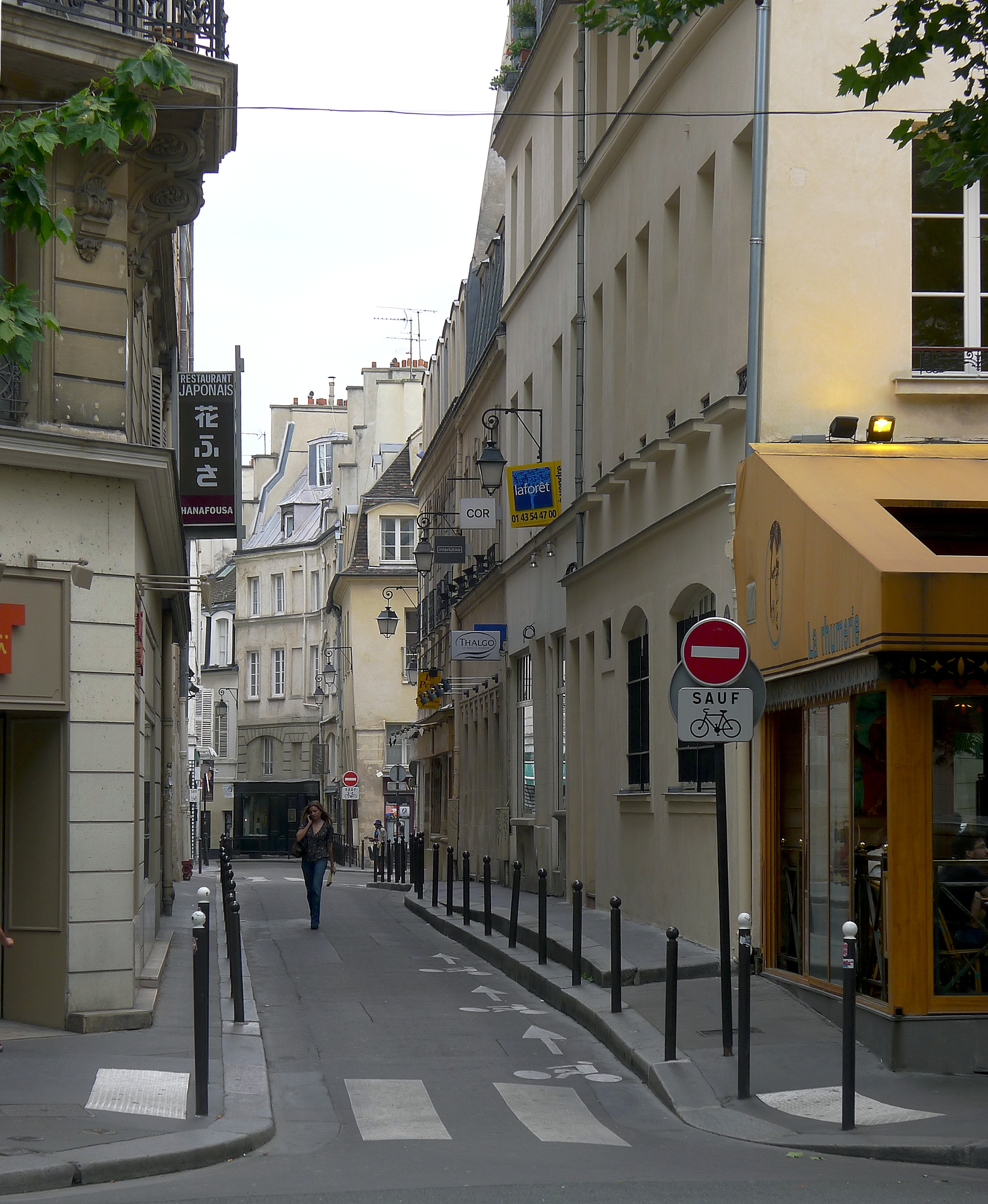
Passage vu du boulevard Saint-Germain.

## Origine du nom
Il porte ce nom en raison du voisinage de l'ancienne rue des Boucheries, absorbée par le boulevard Saint-Germain dont le nom proviendrait des étals de viande installés par Christophe Gamard, près de la prison de l'Abbaye.

## Historique
Le passage est créé sous le nom de « rue Abbatiale » en 1699 afin de relier la rue de Bourbon-le-Château à la place Sainte-Marguerite (renommée place Gozlin en 1864 et absorbée par le boulevard Saint-Germain en 1877).
Ce passage était très commerçant, selon Gustave Pessard, qui indique : « Les marchandises étaient étalées devant la fenêtre, sur une tablette faisant saillie au-dehors et un auvent de bois accroché en l'air protégeait les chalands contre la pluie. »
Elle porte alors le nom de « rue Saint-Symphorien » sur le plan de Verniquet de 1789 et celui de « passage de la Petite Boucherie » dans le Dictionnaire de Jean de La Tynna de 1816.
Entre 1905 et 1960, à l'angle du boulevard Saint-Germain, se trouvait la Librairie franco-hispano-américaine.

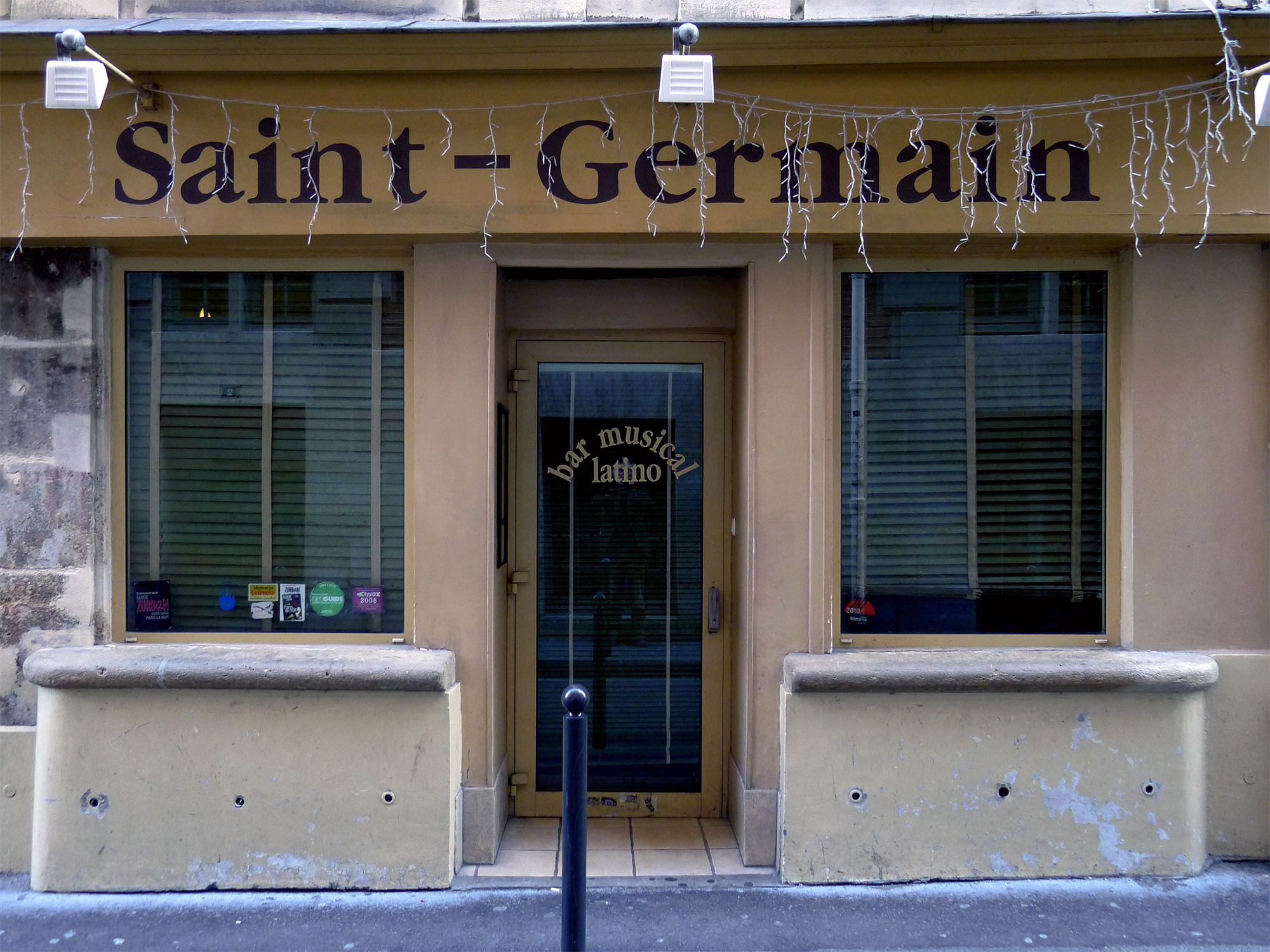
No 3 : étal de pierre d'une boutique ancienne[2].

### Sources
- Gustave Pessard (préf. Charles Normand), Nouveau dictionnaire historique de Paris, Paris, Eugène Rey, 1904, 1693 p. (lire en ligne)